# 細川忠利

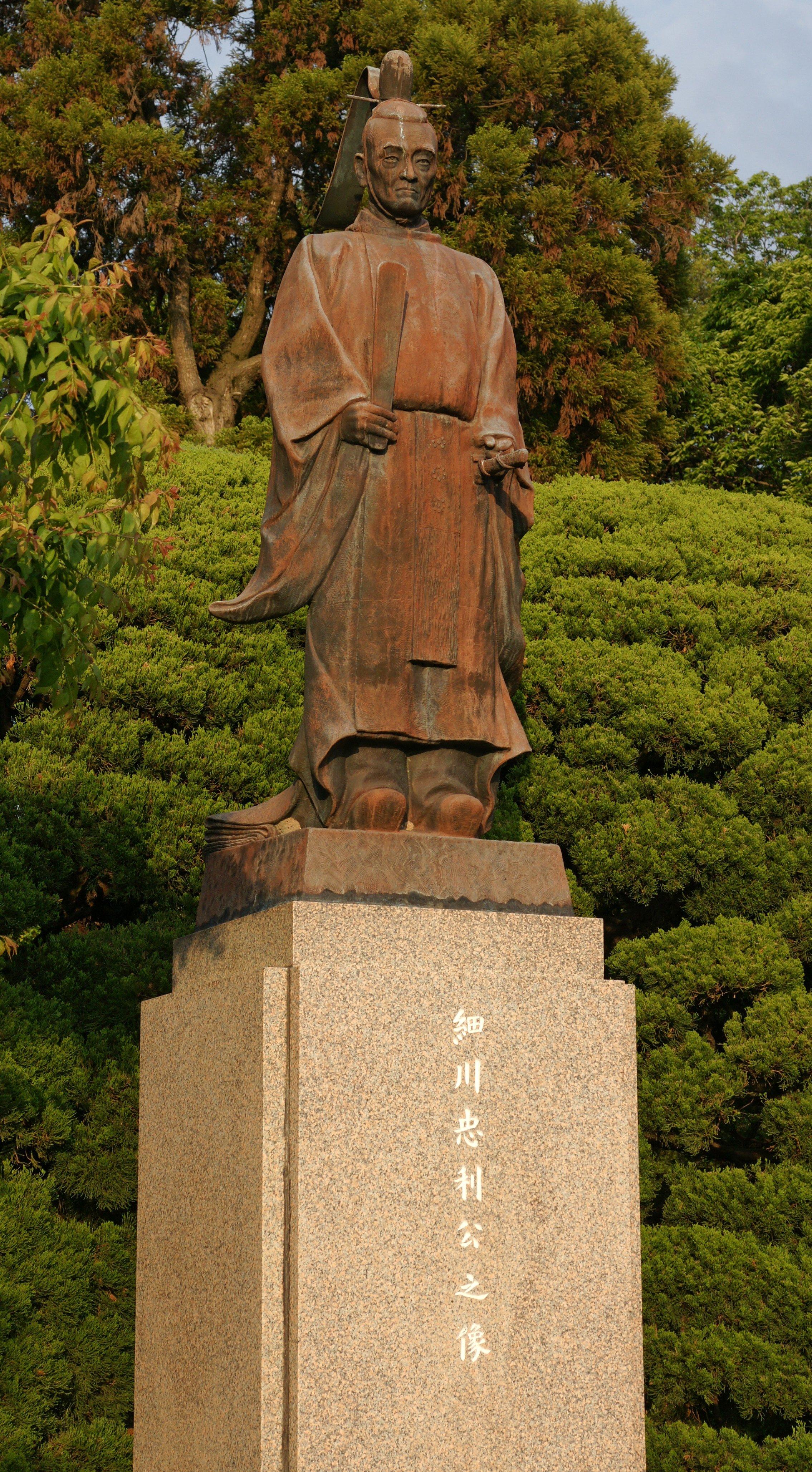
水前寺成趣園内にある細川忠利の像

細川 忠利（ほそかわ ただとし）は、江戸時代前期の大名。豊前国小倉藩2代藩主、肥後国熊本藩初代藩主。官位は従四位下・左少将。

## 生涯

### 生い立ち
細川忠興（当時は長岡姓）の三男。幼名は光千代。天正14年（1586年）11月に細川家の領国である丹後国で生誕したとされる。母は明智光秀の娘であり忠興の正室であった玉（細川ガラシャ）。同母兄に細川忠隆、細川興秋。同母姉妹に長、多羅がいる。生まれた時から病弱だったため玉がキリスト教の洗礼を受けさせたともいわれているが、諸説ある。
幼少時、一説には、文禄3年（1594年）から慶長3年（1598年）に京都の愛宕山下坊福寿院に入って勉学に励んでいたとされるが、詳細は不明。書状などの一次史料で彼が歴史の表舞台に顔を見せ始めるのは関ヶ原の戦いのあった慶長5年（1600年）7月からになる。
だが、この慶長5年7月という月は、細川家と弱冠十五歳の忠利にとって苦難が続いた。父・忠興が会津征伐に出征した直後の7月17日、大坂玉造の細川邸で留守を預かっていた母・玉が石田三成の軍勢に急襲され、家臣たちと非業の死を遂げた。19日には田辺城の戦いが始まり、祖父・細川幽斎が窮地に追い込まれる。
これより前の慶長5年正月、豊臣秀吉死後の当時の政局をめぐる混乱の中で、忠利は細川家の証人（人質）として江戸へ赴いていた。母の死と祖父の窮地のなかで、忠利は父・忠興と連絡を取り合い、会津征伐で備えとして宇都宮に陣を敷いていた徳川秀忠に近侍し、徳川家の信頼を勝ち取っていく。始め長岡姓を称していたが、この年の9月に徳川家康の命で細川へ復姓し、元服して細川内記忠辰を名乗った。

### 家督決定
忠利の元服が決まった直後、慶長5年9月15日に関ヶ原の戦いが勃発する。細川家は大いに活躍し、論功行賞の結果、丹後18万石から豊前小倉39万石の大大名へと成長する。
その直後、慶長5年12月ごろに忠興は嫡子の細川忠隆を廃嫡した。正室千世との離婚問題が原因である。一般的には、忠興の正室である玉の死の直前に千世が逃げたことについて忠隆が正室をかばい、忠興の心象を著しく害したのが理由と伝えられていた。しかし近年では違う説が唱えられている。慶長4年（1599年）に発覚した「徳川家康暗殺計画」において黒幕とされた前田利長が千世と同母兄妹であり、そのことに関連して細川家に嫌疑がかかった。しかし、千世を忠隆は離縁しなかった。この一件から忠隆の政治的能力を不安視する声があがり、忠興は廃嫡せざるをえなかったのだという。忠隆は出家して千世とともに祖父・幽斎の暮らす京都へ移った。
忠隆が廃嫡されたあとの数年は、細川家の家督は次男・興秋が継ぐのか三男・忠利が継ぐのか曖昧なままであった。興秋は関ヶ原の戦いに父や兄とともに従軍して武功を立て、小倉城代となっていたが、徳川家康・秀忠父子の側近くで仕え、徳川幕府やその重臣とのパイプを持っていたのは忠利の方であった。
慶長9年（1604年）夏頃、忠興が突如病に倒れる。忠興危篤の報がもたらされるなか、将軍家康やその嗣子秀忠は忠利を後継者にするよう忠興にすすめた。病から回復した忠興は興秋を忠利の代わりに江戸へ人質として送り、その道中で興秋は、やはり出家して祖父・幽斎のもとへ出奔してしまう。
こうして、忠興の手元に残った唯一の正室腹の男子である忠利は細川家家督に内定した。
慶長14年（1609年）、彼は小笠原秀政の娘で家康の孫娘を母に持つ千代姫を正室に迎えた。この縁組は将軍となっていた秀忠が主導したものであり、千代姫はこの際、秀忠の養女となっている。

### 熊本藩主
千代姫は慶長14年（1609年）4月24日、豊前国中津城に輿入れした。元和5年（1619年）、長男光利（のち光尚と改名）が誕生。
元和6年（1620年）に父から家督を譲られて小倉藩主となる。元和8年（1622年）には、慶長12年（1607年）に出奔して大坂城に入城し、大坂の陣を大坂方として戦い、戦後浪人となっていた米田是季を帰参させ、のちには家老にした。
寛永9年（1632年）、肥後熊本藩の加藤忠広が改易されたため、その跡を受けて小倉から熊本54万石に加増移封された（後任の小倉城主には忠利の義兄弟である小笠原忠真が就任した）。忠利は熊本藩の初代藩主となり、父・忠興は隠居所として八代城に住んだ。寛永14年（1637年）の島原の乱にも参陣し、武功を挙げている。
寛永18年（1641年）、父に先立って死去した。享年55。長男の光利（光尚と改名）が跡を継いだ。墓所は熊本県熊本市の妙解寺（のち、神仏分離令で廃寺となった）。

## 人物
- 父親の忠興から栄養配分を徹底した食事をとるように諭された書状を送られている。実際に忠利が病にかかった時には、忠興から同じ物をたくさん食べないように念を押して忠告され、鶏卵が痰によくないこと、疱瘡に鮑が大毒であることを指摘されている[16]。
- 忠利は江戸で人質となっていたため関ヶ原の戦いでは功績がなく、また2人の実兄を差し置いて世子となったことを気にしていたという。残された手紙[17]をみると、徳川家や父・忠興はもちろん、廃嫡された長兄・忠隆ほか叔父・叔母などに細やかに心遣いをしている様子がうかがえる。
- 武の時代から幕藩体制に移りつつあった新しい時代に、妻の実家・徳川家と個性の強い父・忠興との間の調和に心労しつつも、細川家を大名家として保つのに成功した。
- 父の忠興に名刀「大三原」を所望したが、与えられず不満でいるところ、2代将軍徳川秀忠が一計を案じて忠興を水浴に誘い、忠興が脱ぎ捨てた大三原を手にとって、将軍が仲介するなら忠興も文句も言うまい、と気を利かせて忠利に与えたという逸話がある（詳細は正家#幽斎大三原）。
- 加藤家改易後の熊本藩を任されたように幕府からも信頼されており、「いずれ藤堂高虎のように江戸に常駐するのではないか」という噂が立つほどであった。寛永11年（1634年）には参勤交代の改善策を幕閣に提案し、それが採用されてもいる。忠利が死んだ際、徳川家光は「越中早く果て候」（死ぬのが早すぎた）と嘆いている。
- 外様大名でありながら幕府側の代理者として行動することが多かったため、他の大名には煙たがられたという話も伝わっている。
- 徳川家光の乳母春日局は明智氏の縁者であり、明智氏の血を引く忠利に対しては好意的であったとされる。
- 少年時代に江戸に居たため、秀忠の代の幕府の有力な旗本たちと幼なじみであったことも、結果的には忠利に有利に働き、旗本たちとの太いパイプを利用して幕府の動向を掴んでいた[18]。
- 武芸に熱心で、特に剣術においては柳生宗矩に師事し、大名の中では鍋島元茂と並ぶ柳生新陰流の代表的な剣士の一人である。宗矩も忠利を高く評価し、秘伝である「兵法家伝書」を与えている。また、晩年の宮本武蔵を招き、客人として遇したことでも知られている[19]。
- 忠利は葡萄酒を好んでおり、文献によれば、豊前小倉藩主時代の1627年（寛永4年）から 1632年（寛永9年）にかけての6年間、家臣に命じて毎年造らせていた[20]。葡萄をアルコールに漬けた果実酒（混成酒）やリキュールの類ではなく、ヤマブドウの一種であるガラミを、黒大豆の酵母を添加物としてアルコール発酵させた醸造酒、いわゆるワインであることが明らかになっている[21]。これは日本最初の国産ワインということになるが、当時はキリスト教に関連した飲料とみなされたためか、禁教令の強化にともない、小倉藩から肥後熊本藩への転封を機にワイン造りを終了させたとみられる[22]。
- 遺言により、熊本市の岫雲院にて荼毘に付されたが、愛養の鷹が二羽殉死したと伝えられている。
- 鋳銭事業を寛永元年（1624年）から寛永5年（1628年）まで実施した。これは、幕府による寛永通宝の導入に先立って行われた、大名領主が行った本格的な銭貨鋳造であった。そして、この頃に行われた細川小倉藩での銭貨鋳造は複数の銭屋による競争的な請負制をとり、技術面では隣国の萩藩の鋳銭職人集団を招聘し、先進的な鋳銭技術を導入して行われた。また、こうして鋳造された細川小倉藩の新銭は、その一部が貿易品としてベトナムなどにも輸出され、ベトナムにおいて上質の銭貨として既に流通し、需要があった京銭と共に、精銭範疇に属する「大銭」として流通し、使用された[23]。

## 系譜
- 父：細川忠興（1563年 - 1646年）
- 母：明智玉（1563年 - 1600年） - 明智光秀の三女
- 正室：保寿院（1597年 - 1649年） - 千代姫、徳川秀忠の養女、小笠原秀政の次女。
  - 長男：細川光尚（1619年 - 1650年）
- 側室：金子氏
  - 男子：宗玄
- 側室：額田氏
  - 男子：細川尚房
- 生母不明の子女
  - 女子：藤姫 - 松平忠弘正室
  - 女子：竹姫 - 有吉英安室
  - 四男：南条元知（1641年 - 1703年） - 南条元信の養子

## 伝記
- 山本博文『江戸城の宮廷政治 熊本藩細川忠興・忠利父子の往復書状』（新版）〈講談社学術文庫〉、2004年。
- 春名徹『細川三代 幽斎・三斎・忠利』藤原書店、2010年。
- 稲葉継陽『細川忠利―-ポスト戦国時代の国づくり―』吉川弘文館、2018年

## 細川忠利が登場する作品
- 森鷗外『阿部一族』
- 「柳生宗矩」　山岡荘八
- 斎藤光顕『細川忠利兵法異聞』（郁朋社、2012年）

テレビドラマ
- 『葵 徳川三代』（2000年、NHK大河ドラマ、演：小栗旬）

## 展覧会
- 「細川忠利と三宅藤兵衛　——肥後にやってきた、光秀の孫たち——」、2020年5月16日～2020年7月5日、熊本県立美術館[24]